# Dominik Kružliak
Dominik Kružliak (Liptovský Mikuláš, 10 luglio 1996) è un calciatore slovacco, difensore del FC Košice.

## Carriera

### Club
Cresciuto nel Ružomberok, il 28 giugno 2019, dopo 150 presenze totali con gli arancio-neri, passa al DAC Dunajská Streda, con cui firma un quadriennale.

### Nazionale
Ha esordito con la nazionale slovacca il 12 gennaio 2017, nell'amichevole persa per 6-0 contro la Svezia.

## Statistiche

### Presenze e reti nei club
Statistiche aggiornate al 22 luglio 2019.
| Stagione          | Squadra                  | Campionato        | Campionato | Campionato | Coppe nazionali | Coppe nazionali | Coppe nazionali | Coppe europee | Coppe europee | Coppe europee | Altre coppe | Altre coppe | Altre coppe | Totale | Totale |
| Stagione          | Squadra                  | Comp              | Pres       | Reti       | Comp            | Pres            | Reti            | Comp          | Pres          | Reti          | Comp        | Pres        | Reti        | Pres   | Reti   |
| ----------------- | ------------------------ | ----------------- | ---------- | ---------- | --------------- | --------------- | --------------- | ------------- | ------------- | ------------- | ----------- | ----------- | ----------- | ------ | ------ |
| mar.-mag. 2014    | Ružomberok               | SL                | 9          | 0          | CS              | 2               | 0               | -             | -             | -             | -           | -           | -           | 11     | 0      |
| 2014-2015         | Ružomberok               | SL                | 26         | 1          | CS              | 0               | 0               | -             | -             | -             | -           | -           | -           | 26     | 1      |
| 2015-2016         | Ružomberok               | SL                | 26         | 2          | CS              | 2               | 0               | -             | -             | -             | -           | -           | -           | 28     | 2      |
| 2016-2017         | Ružomberok               | SL                | 32         | 0          | CS              | 3               | 0               | -             | -             | -             | -           | -           | -           | 35     | 0      |
| 2017-2018         | Ružomberok               | SL                | 19         | 5          | CS              | 3               | 2               | UEL           | 5             | 1             | -           | -           | -           | 27     | 8      |
| 2018-2019         | Ružomberok               | SL                | 22         | 1          | CS              | 1               | 0               | -             | -             | -             | -           | -           | -           | 23     | 1      |
| Totale Ružomberok | Totale Ružomberok        | Totale Ružomberok | 134        | 9          |                 | 11              | 2               |               | 5             | 1             |             | -           | -           | 150    | 12     |
| 2019-2020         | DAC 1904 Dunajská Streda | SL                | 1          | 0          | CS              | 0               | 0               | UEL           | 2             | 0             | -           | -           | -           | 3      | 0      |
| Totale carriera   | Totale carriera          | Totale carriera   | 135        | 9          |                 | 11              | 2               |               | 7             | 1             |             | -           | -           | 153    | 12     |

### Cronologia presenze e reti in Nazionale
| Cronologia completa delle presenze e delle reti in nazionale ― Slovacchia | Cronologia completa delle presenze e delle reti in nazionale ― Slovacchia | Cronologia completa delle presenze e delle reti in nazionale ― Slovacchia | Cronologia completa delle presenze e delle reti in nazionale ― Slovacchia | Cronologia completa delle presenze e delle reti in nazionale ― Slovacchia | Cronologia completa delle presenze e delle reti in nazionale ― Slovacchia | Cronologia completa delle presenze e delle reti in nazionale ― Slovacchia | Cronologia completa delle presenze e delle reti in nazionale ― Slovacchia |
| Data                                                                      | Città                                                                     | In casa                                                                   | Risultato                                                                 | Ospiti                                                                    | Competizione                                                              | Reti                                                                      | Note                                                                      |
| ------------------------------------------------------------------------- | ------------------------------------------------------------------------- | ------------------------------------------------------------------------- | ------------------------------------------------------------------------- | ------------------------------------------------------------------------- | ------------------------------------------------------------------------- | ------------------------------------------------------------------------- | ------------------------------------------------------------------------- |
| 12-1-2017                                                                 | Abu Dhabi                                                                 | Svezia                                                                    | 6 – 0                                                                     | Slovacchia                                                                | Amichevole                                                                | -                                                                         | 45’                                                                       |
| Totale                                                                    |                                                                           | Presenze                                                                  | 1                                                                         |                                                                           | Reti                                                                      | 0                                                                         |                                                                           |